# Grkokatolička Crkva u Hrvatskoj
Grkokatolička Crkva u Hrvatskoj je dio Katoličke Crkve koja okuplja katolike bizantskog obreda (grkokatolike) s područja Hrvatske, Slovenije i Bosne i Hercegovine. Sjedište joj je u Križevcima (Križevačka eparhija).

## Križevačka eparhija (biskupija)
Katoličku crkvu u Hrvatskoj obogaćuju dva obreda. Osim većinskoga rimskog obreda kroz Križevačku eparhiju organizirani su vjernici istočnoga, bizantskoga obreda, među narodom poznatiji kao grkokatolici. Uz teritorij u Hrvatskoj Križevačka biskupija obuhvaća grkokatoličke župe u Bosni i Hercegovini i Sloveniji. Ova biskupija (episkopija) pripada Zagrebačkoj metropoliji, pa je križevački biskup (vladika) sufragan zagrebačkog nadbiskupa i metropolita.
Katoličke crkvene vlasti su 1607. godine uspješno izvršile pregovore s pravoslavnim stanovništvom, te je sklopljena tzv. Marčanska unija (prema Manastiru Marča u Slavoniji, gdje je ona sklopljena). Kao i na nekim drugim područjima na istoku Europe, kršćani istočnog obreda u Hrvatskoj su ušli u jedinstvo s Papom, zadržavši svoju zasebnu crkvenu hijerarhiju, kanonske propise i običaje. Nakon što je Habsburška carevina izgubila 1739. godine svoju vlast nad Kraljevinom Srbijom (1718. – 1739.) koja je trajala od Požarevačkog mira 1718. godine, iz Srbije, koja se vraćala pod upravu Osmanskog Carstva, uslijedila je Velika seoba Srba pod patrijarhom Arsenijem IV. Jovanovićem. Velikim doseljavanjem bila su zahvaćena i područja Hrvatske. Kako su došljaci iz donedavne Kraljevine Srbije bili praćeni pravoslavnim klerom, koji je uživao zaštitu središnje austrijske vlasti, došlo je u Hrvatskoj ubrzo do agresivnog preuzimanja mnogih grkokatoličkih župa i samostana - tako su i grkokatolički manastir u Marči pravoslavci spalili već 28. lipnja 1739. godine. Znatan dio grkokatoličkih župa se pridružio srpskoj pravoslavnoj zajednici, te je s vremenom urastao u srpsku etničku zajednicu.
Križevačku biskupiju trenutačno vodi biskup Milan Stipić, koji je imenovan 2020.
Prema podacima biskupskoga ordinarijata iz 2005., Križevačka biskupija ima 21.467 vjernika istočnoga obreda, grkokatolika. Od toga je 15.566 vjernika na području Republike Hrvatske, dok je 4776 grkokatolika u Bosni i Hercegovini te 1298 u Sloveniji. Po narodnosti u Hrvatskoj je najviše, 7830, Rusina istočnoga katoličkog obreda, zatim je 6.294 Hrvata grkokatolika i 2295 Ukrajinaca. Ustrojeni su u četiri dekanata u 32 župe. Od 22 aktivna svećenika u Križevačkoj biskupiji 16 ih djeluje u Hrvatskoj, dok su trojica umirovljena.
U Križevačkoj biskupiji u liturgiji se koristi crkvenoslavenski jezik i ćirilica, a u hrvatskim župama i hrvatski jezik i latinica.
Sljednica je Marčanske biskupije.

## Sakralni objekti

### Katedralna crkva svetog Trojstva u Križevcima
Katedralna crkva svih grkokatolika Hrvatske svoj je današnji neogotički izgled dobila temeljitom historicističkom restauracijom izvedenom 1894. – 1897. prema projektima Hermana Bolléa. Tada je u nju postavljen reprezentativni ikonostas s ikonama djelima uglednih hrvatskih slikara s kraja 19. stoljeća: Celestina Medovića, Ivana Tišova, Bele Čikoša Sessije i Ferde Kovačevića.

### Konkatedrala sv. Ćirila i Metoda u Zagrebu
Zagrebačka grkokatolička konkatedrala nalazi se na Gornjem gradu, u Ćirilometodskoj ulici. Svoj današnji izgled crkva je dobila 1885-1886. temeljitom restauracijom starijeg sakralnog objekta iz prve polovine 19. stoljeća. Projekte za restauraciju izradio je, kao i u slučaju križevačke katedrale, Herman Bollé, po čijim je zamislima uređena i unutrašnjost crkve. Ikone na ikonostasu rad su bukovinskog slikara Epaminondasa Bučevskog i hrvatskog slikara Nikole Mašića.

## Grkokatolici u Dalmaciji

### Grkokatolici u Dalmaciji
Grkokatolici u Dalmaciji ili unijati u Dalmaciji vjerska su zajednica, koja je postojala u  19. i 20. stoljeću, uglavnom u naseljima Kričke,  Baljci i Vrlika. Pojavili su se 1832. godine, a nestali krajem  Drugog svjetskog rata, prisilno se vrativši u pravoslavnu vjeru jer su takvi bili obilježeni kao neprijateljski (s obzirom na to da su i u velikosrpsko-hegemonističkoj karađorđevićevoj Jugoslaviji gdje je unosno bilo biti pravoslavcem i Srbinom, ostali su grkokatolicima), a manjim dijelom prelaskom u  rimokatolike.
To su bili kršćani grčkog obreda koji su sklopili uniju s  Katoličkom crkvom i priznali vrhovnu vlast pape, čime su izašli iz okvira pravoslavne crkve. Zadržali su pravoslavne crkvene običaje kao što je prekrštavanje s tri prsta, slavljenje slave, služenje liturgije na kvasnom kruhu, pričešćenje pod oba vida, nošenje brade i sklapanje braka kod svećenstva, ikonostas u crkvi i izostanak klupa za sjedenje.
Unijaćenje je provođeno uz potporu države, tada Austrijskog Carstva, a car je osobno financirao izgradnju vjerskih objekata. Pravoslavni kršćani koji su se izjašnjavali kao Srbi i Srpska pravoslavna crkva su to doživljali kao nasilan pokušaj pokatoličenja i zatiranja pravoslavnog stanovništva  Dalmacije, odnosno to je velikosrpskom projektu onemogućavalo posezanje za zemljama koje su namjeravali prisvojiti i oduzeti Hrvatima, a Hrvati i Katolička crkva kao mogućnost slobodnog prelaska na katolicizam ili kao vraćanje na stanje prije Napoleonove vlasti, kad su vjernici grčkog obreda u južnim hrvatskim zemljama pod mletačkom vlašću bili pod crkvenom nadležnošću Rimokatoličke Crkve a koje je Napoleonova antikatolička vlast (koja je ukidala katoličke crkvene redove, crkve pretvarala u konjušnice, Crkvi oduzimala imanja) izdvojila iz krila Katoličke Crkve.
U Vrlici se 2021. na mjestu srušene crkve Svete Trojice sagradila istoimena spomen-kapelica.

### Žumberački grkokatolici
Žumberački dekanat najstariji je hrvatski dio Križevačke biskupije. To je matica svih grkokatolika na području današnje Hrvatske, Slovenije i Bosne.
Žumberak je i u povijesti bio nositelj i okosnica grkokatolika. U prvom redu, okupljao ih je preko Grkokatoličko sjemenište u Zagrebu koje je središnja intelektualno-odgojna institucija sadašnje Križevačke biskupije. Žumberački dekanat ima danas 9 župa u kojima djeluje 5 svećenika.

## Popis marčanskih i križevačkih vladika
Marčanski vladike:
- Simeon Vratanja (1611. – 1630.)
- Maksim Predojević (1630. – 1642.)
- Gabrijel Predojević (1642. – 1644.)
- Vasilije Predojević (1644. – 1648.)
- Sava Stanislavić (1648. – 1661.)
- Gabre Mijakić (1662. – 1670.)
- Pavao Zorčić (1671. – 1685.)
- Marko Zorčić (1685. – 1688.)
- Izaija Popović (1689. – 1699.)
- Gabrijel Turčinović (1700. – 1707.)
- Grgur Jugović (1707. – 1709.)
- Rafael Marković (1710. – 1726.)
- Grgur Vučinić (1727. – 1732.)
- Silvestar Ivanović (1734. – 1735.)
- Teofil Pašić (1738. – 1746.)
- Gabrijel Palković (1751. – 1759.)
- Bazilije Božičković (1759. – 1776.)

Križevački vladike:
- Bazilije Božičković (1777. – 1785.)
- Jozafat Bastašić (1785. – 1795.)
- Silvestar Bubanović (1794. – 1810.)
- Konstantin Stanić (1810. – 1830.)
- Gabrijel Smičiklas (1834. – 1856.)
- Đorđe Smičiklas (1857. – 1881.)
- Ilija Hranilović (1883. – 1889.)
- Julije (Juri) Drohobeczky (1891. – 1917.)
- Dionizij Njarady (1920. – 1940.)
- Janko Šimrak (1942. – 1946.)
- upražnjeno mjesto (1946. – 1960.)
- Gabrijel (Havriil) Bukatko (1960. – 1961.)
- upražnjeno mjesto (1961. – 1983.), Joakim Segedi kao pomoćni biskup
- Slavomir Miklovš (1983. – 2009.)
- Nikola Kekić (2009. – 2020.)
- Milan Stipić (2020. – danas)